# عبد السلام الجدبي
عبد السلام الجدبي (بالإنجليزية: Abdulsalam Al Gadabi)‏ (و. 1978 – م) هو سباح من اليمن . ولد في صنعاء .شارك في ألعاب أولمبية صيفية 2008 .

## روابط خارجية
- عبد السلام الجدبي على موقع الاتحاد الدولي للسباحة (الإنجليزية)
- عبد السلام الجدبي على موقع اللجنة الأولمبية الدولية (الإنجليزية)
- عبد السلام الجدبي على موقع أوليمبيديا (الإنجليزية)